# Seznam Evropanů v NBA podle bodů
Toto je seznam sta evropských basketbalistů, kteří zaznamenali nejvíce bodů v severoamerické NBA. S velkým náskokem v této statistice vede německý hráč Dirk Nowitzki. Německo a Francie mají v žebříčku nejvíce zástupců, po deseti. Jsou následovány Srbskem (9), Chorvatskem (8), Španělskem (8), Tureckem (8), Slovinskem (7) a Litvou (7). Bývalé Jugoslávii lze připsat 29 zástupců. Do žebříčku se propracoval i jeden Čech, Tomáš Satoranský.
Data v níže uvedené tabulce jsou aktualizována k 29. 1. 2024. Hráči stále aktivní v NBA jsou tučně.
| Pořadí | Jméno hráče          | Stát                | Body  |
| ------ | -------------------- | ------------------- | ----- |
| 1.     | Dirk Nowitzki        | Německo             | 31560 |
| 2.     | Pau Gasol            | Španělsko           | 20894 |
| 3.     | Tony Parker          | Francie             | 19473 |
| 4.     | Jannis Antetokounmpo | Řecko               | 17645 |
| 5.     | Kiki VanDeWeghe      | Německo             | 15980 |
| 6.     | Detlef Schrempf      | Německo             | 15761 |
| 7.     | Nikola Vučević       | Černá Hora          | 14696 |
| 8.     | Peja Stojaković      | Srbsko              | 13647 |
| 9.     | Vlade Divac          | Srbsko              | 13398 |
| 10.    | Luol Deng            | Británie            | 13361 |
| 11.    | Nikola Jokić         | Srbsko              | 13264 |
| 12.    | Rik Smits            | Nizozemsko          | 12871 |
| 13.    | Goran Dragić         | Slovinsko           | 12568 |
| 14.    | Marc Gasol           | Španělsko           | 12514 |
| 15.    | Danilo Gallinari     | Itálie              | 11525 |
| 16.    | Ben Gordon           | Británie            | 11084 |
| 17.    | Jonas Valančiūnas    | Litva               | 11075 |
| 18.    | Serge Ibaka          | Španělsko           | 11028 |
| 19.    | Hedo Türkoğlu        | Turecko             | 11022 |
| 20.    | Žydrūnas Ilgauskas   | Litva               | 10976 |
| 21.    | Bojan Bogdanović     | Chorvatsko          | 10827 |
| 22.    | Nicolas Batum        | Francie             | 10817 |
| 23.    | Luka Dončić          | Slovinsko           | 10443 |
| 24.    | Dennis Schröder      | Německo             | 10275 |
| 25.    | Toni Kukoč           | Chorvatsko          | 9810  |
| 26.    | Andrej Kirilenko     | Rusko               | 9431  |
| 27.    | Evan Fournier        | Francie             | 9399  |
| 28.    | Boris Diaw           | Francie             | 9139  |
| 29.    | Rudy Gobert          | Francie             | 9133  |
| 30.    | Swen Nater           | Nizozemsko          | 8980  |
| 31.    | Mehmet Okur          | Turecko             | 8561  |
| 32.    | Kristaps Porziņģis   | Lotyšsko            | 8520  |
| 33.    | Marco Belinelli      | Itálie              | 8370  |
| 34.    | Ersan İlyasova       | Turecko             | 8364  |
| 35.    | Enes Kanter Freedom  | Turecko             | 8349  |
| 36.    | Domantas Sabonis     | Litva               | 8346  |
| 37.    | Chris Kaman          | Německo             | 8208  |
| 38.    | Marcin Gortat        | Polsko              | 7951  |
| 39.    | José Calderón        | Španělsko           | 7921  |
| 40.    | Andrea Bargnani      | Itálie              | 7873  |
| 41.    | Ricky Rubio          | Španělsko           | 7570  |
| 42.    | Zaza Pačulija        | Gruzie              | 7414  |
| 43.    | Clint Capela         | Švýcarsko           | 7128  |
| 44.    | Shawn Bradley        | Německo             | 6752  |
| 45.    | Beno Udrih           | Slovinsko           | 6952  |
| 46.    | Lauri Markkanen      | Finsko              | 6919  |
| 47.    | Jusuf Nurkić         | Bosna a Hercegovina | 6207  |
| 48.    | Bogdan Bogdanović    | Srbsko              | 6010  |
| 49.    | Joakim Noah          | Francie             | 5881  |
| 50.    | Vladimir Radmanović  | Srbsko              | 5879  |
| 51.    | Arvydas Sabonis      | Litva               | 5629  |
| 52.    | Radoslav Nesterović  | Slovinsko           | 5519  |
| 53.    | Thabo Sefolosha      | Švýcarsko           | 4994  |
| 54.    | Dario Šarić          | Chorvatsko          | 4990  |
| 55.    | OG Anunoby           | Británie            | 4895  |
| 56.    | Šarūnas Marčiulionis | Litva               | 4631  |
| 57.    | Mickaël Piétrus      | Francie             | 4629  |
| 58.    | Dražen Petrović      | Chorvatsko          | 4461  |
| 59.    | Alex Len             | Ukrajina            | 4454  |
| 60.    | Jakob Pöltl          | Rakousko            | 4314  |
| 61.    | Ivica Zubac          | Chorvatsko          | 4289  |
| 62.    | Cedi Osman           | Turecko             | 4266  |
| 63.    | Nenad Krstić         | Srbsko              | 4210  |
| 64.    | Vitalij Potapenko    | Ukrajina            | 3995  |
| 65.    | Jonas Jerebko        | Švédsko             | 3919  |
| 66.    | Kosta Koufos         | Řecko               | 3913  |
| 67.    | Nikola Mirotić       | Španělsko           | 3910  |
| 68.    | Dino Rađa            | Chorvatsko          | 3733  |
| 69.    | Gordan Giriček       | Chorvatsko          | 3670  |
| 70.    | Linas Kleiza         | Litva               | 3561  |
| 71.    | Franz Wagner         | Německo             | 3456  |
| 72.    | Dāvis Bertāns        | Lotyšsko            | 3415  |
| 73.    | Darius Songaila      | Litva               | 3415  |
| 74.    | Nemanja Bjelica      | Srbsko              | 3412  |
| 75.    | Nikola Peković       | Černá Hora          | 3405  |
| 76.    | Andris Biedriņš      | Lotyšsko            | 3247  |
| 77.    | Ian Mahinmi          | Francie             | 3209  |
| 78.    | Marko Jarić          | Srbsko              | 3193  |
| 79.    | Saša Vujačić         | Slovinsko           | 3094  |
| 80.    | Timofej Mozgov       | Rusko               | 3072  |
| 81.    | Gheorghe Mureșan     | Rumunsko            | 3020  |
| 82.    | Darko Miličić        | Srbsko              | 2813  |
| 83.    | Aleksandar Pavlović  | Černá Hora          | 2787  |
| 84.    | Alperen Şengün       | Turecko             | 2779  |
| 85.    | Tomáš Satoranský     | Česko               | 2676  |
| 86.    | Mirza Teletović      | Bosna a Hercegovina | 2636  |
| 87.    | Daniel Theis         | Německo             | 2595  |
| 88.    | Moritz Wagner        | Německo             | 2578  |
| 89.    | Maxi Kleber          | Německo             | 2570  |
| 90.    | Willy Hernangómez    | Španělsko           | 2524  |
| 91.    | Kevin Séraphin       | Francie             | 2516  |
| 92.    | Ömer Aşık            | Turecko             | 2479  |
| 93.    | Dan Gadzuric         | Nizozemsko          | 2465  |
| 94.    | Marty Conlon         | Irsko               | 2454  |
| 95.    | Primož Brezec        | Slovinsko           | 2452  |
| 96.    | Mario Hezonja        | Chorvatsko          | 2284  |
| 97.    | Rudy Fernández       | Španělsko           | 2254  |
| 98.    | Boštjan Nachbar      | Slovinsko           | 2252  |
| 99.    | Ronny Turiaf         | Francie             | 2209  |
| 100.   | Furkan Korkmaz       | Turecko             | 2208  |

Základním kritériem pro zařazení do kategorie "evropský basketbalista" v tomto seznamu je, jakou zemi ten který hráč reprezentoval. Hraničními případy ovšem mohou být hráči, kteří nereprezentovali žádnou zemi. Typickým příkladem je Kiki VanDeWeghe, který se narodil v Německu americkým rodičům (jeho otcem byl americký, v Kanadě narozený, basketbalista Ernie Vandeweghe, jenž tehdy hrál německou ligu), poté působil v USA, ale Spojené státy nereprezentoval. Dalším hraničním případem je kupříkladu OG Anunoby, který se narodil v Británii nigerijským rodičům, kteří v jeho čtyřech letech i s ním odešli do Spojených států. Nereprezentoval ovšem ani Spojené státy, ani Británii, takže pro zařazení do seznamu rozhodlo místo narození, stejně jako u Kiki VanDeWegheho. Kritérium občanství není možné vzít jako výpomocné, neboť řada hráčů s podobným osudem má občanství dvě. Možnými náhradníky do seznamu jsou hráči na dalších místech žebříčku: Johan Petro (2202 bodů), Predrag Drobnjak (2187), Timothé Luwawu-Cabarrot (1937), Shammond Williams (1892), John Amaechi (1837), Donatas Motiejūnas (1832), Tariq Abdul-Wahad (1830), Boban Marjanović (1807), Anthony Randolph (1789), Sergio Rodríguez (1747), Svjatoslav Mychajljuk (1728), Francisco Elson (1726), Juancho Hernangómez (1711), Killian Hayes (1696), Isaiah Hartenstein (1653), Alexis Ajinça (1553), Frank Ntilikina (1535) či Jiří Welsch (1519), jenž je posledním Evropanem, který překročil hranici 1500 bodů. Tučně vyznačení hráči jsou stále aktivní v NBA, takže mají šanci se do první stovky v dohledné době propracovat.